# Cegła ceramiczna

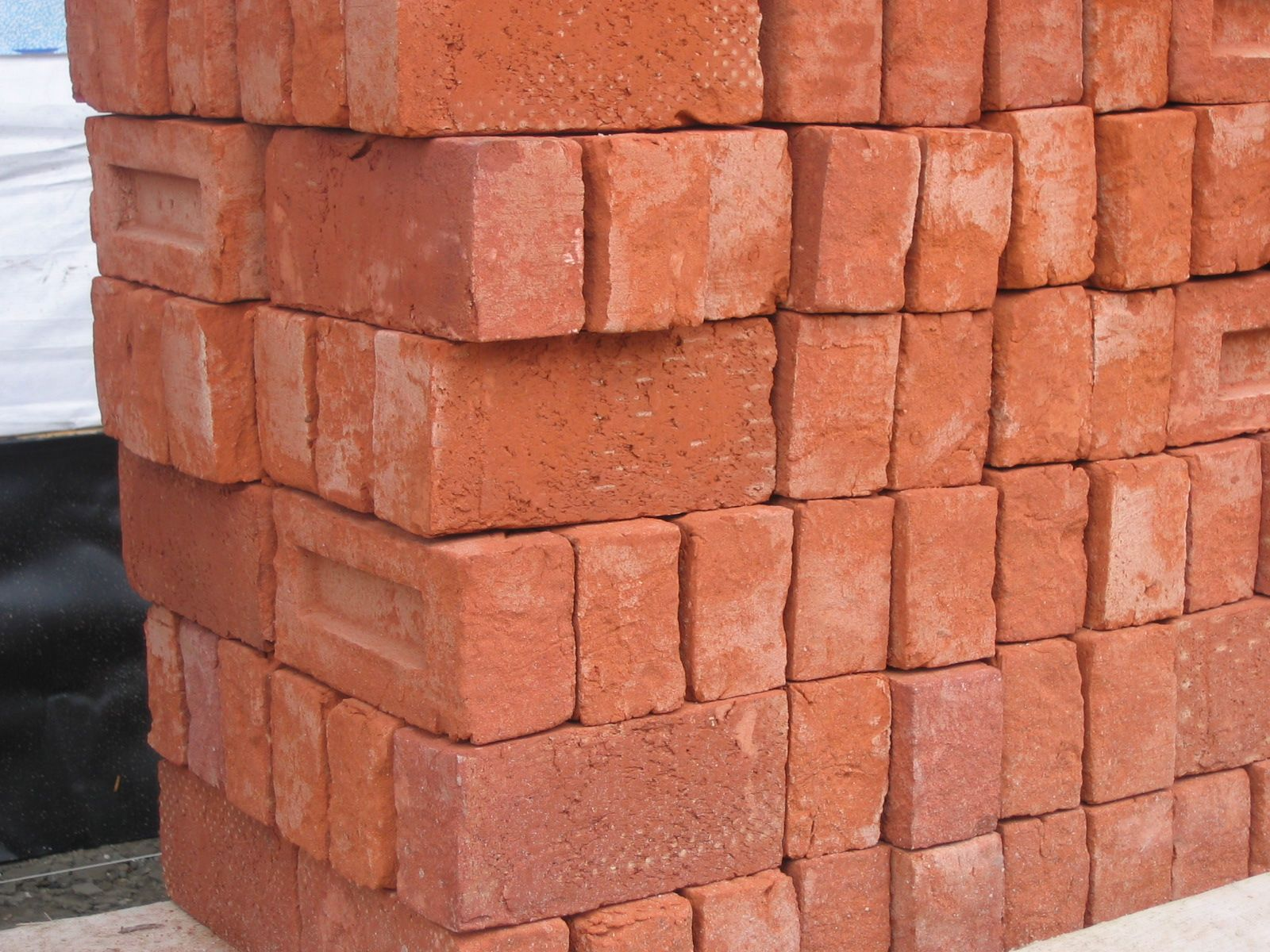
Cegła pełna

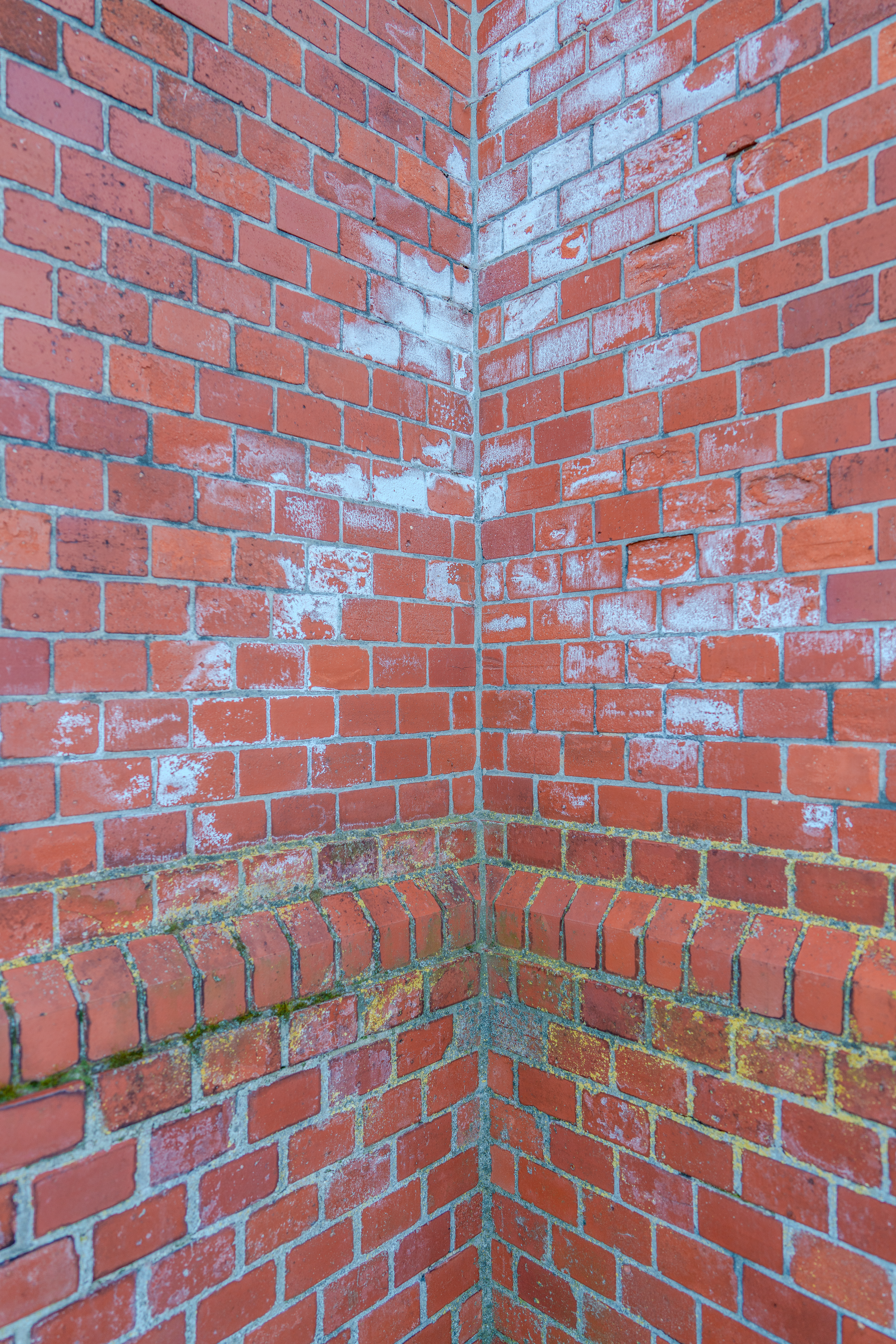
Wykwity na cegle

Cegła ceramiczna – materiał budowlany otrzymywany z glin ilastych, morenowych, wstęgowych, łupków, mułków oraz lessów. Surowcami pomocniczymi przy produkcji ceramiki budowlanej są piasek kwarcowy.

## Sposób produkcji
Całość surowców poddaje się rozdrobnieniu i wymieszaniu z wodą na jednolitą masę, formowaniu wyrobów (na tym etapie otrzymujemy surowe wyroby, czyli tzw. surówkę), suszeniu ich i wypalaniu w temperaturze od 850 °C do 1000 °C. Podczas rozdrabniania należy usunąć lub unieszkodliwić zanieczyszczenia: margiel, sole rozpuszczone w glinach (najczęściej siarczany sodu, magnezu, wapnia), oraz zanieczyszczenia mechaniczne). Najbardziej niebezpieczny jest margiel (węglan wapnia z domieszką cząstek ilastych powiększający swoją objętość nawet 3,5-krotnie w kontakcie z wodą), który występuje w postaci grudek w glinie i powoduje rozsadzanie gotowych wyrobów. Inne zanieczyszczenia to różnego rodzaju sole rozpuszczone w surowcach – powodują one powstanie nalotów, wykwitów itp. w miejscu ich krystalizacji.
Cegłę ceramiczną produkowano przez wieki ręcznie (tzw. palcówka), proces mechanizacji produkcji rozpoczął się ok. 150 lat temu. Mechanizacja dotyczy całego cyklu produkcji. Gotowe wyroby można podzielić ze względu na ich cechy geometryczne, stopień wypalenia i użyte surowce (oprócz cegieł zwykłych są cegły klinkierowe, szamotowe).

## Rodzaje cegieł ceramicznych
W zależności od sposobu wykończenia powierzchni bocznych cegły podzielone są na dwie grupy wyrobów, które są oznaczone literami:
- Z – zwykłe
- L – licowe

Wszystkie cegły i pustaki ceramiczne produkowane są w podziale na klasy, które określają wytrzymałość mechaniczną wyrobu. W Polsce produkowane są wyroby w klasach (liczba odpowiada wytrzymałości na ściskanie wyrażonej w MPa):
- dla grupy Z – 3,5; 5; 7,5; 10; 15; 20 i 25
- dla grupy L – 10; 15; 20; 25

Produkowane w Polsce cegły, w zależności od sposobu wykonania ewentualnych drążeń, podzielone są na następujące typy, które oznacza się literami:
- B – bez otworów
- P – pełne, dopuszczalne są drążenia w podstawie, ale o łącznej powierzchni nie przekraczającej 10% powierzchni podstawy i maksymalnej powierzchni otworu 2,0 cm²
- D – drążone, z otworami o łącznej powierzchni powyżej 10% i nie więcej niż 40% powierzchni podstawy; powierzchnia pojedynczego otworu nie większa niż 6,0 cm²
- S – szczelinowe, z otworami o łącznej powierzchni jak dla cegieł typu D, szczeliny o szerokości do 15 mm

Gęstość produkowanych cegieł, w zależności od typu, waha się w granicach:
- dla cegieł pełnych i bez otworów – od 1,0 do 2,0 kg/dm³
- dla cegieł drążonych i szczelinowych – od 0,6 do 1,6 kg/dm³

Istotnymi cechami wyrobów jest ich nasiąkliwość i mrozoodporność. Cechy te mają szczególne znaczenie dla wyrobów narażonych na bezpośrednie działanie czynników atmosferycznych.
Rodzaje cegieł (wymienione rodzaje i wymiary odpowiadają wyrobom produkowanym tradycyjnie w Polsce, w ostatnich latach niektóre firmy produkują lub importują wyroby o innych wymiarach. Nie zmienia to w zasadniczy sposób poniższego podziału):
- cegła zwykła pełna – typu B lub P; obecnie produkowane w Polsce cegły mają najczęściej wymiar (h x b x l) =6,5 × 12,0 × 25,0 cm. Produkowane są także cegły o wysokości odpowiadającej wielokrotności pojedynczej cegły z dodatkiem na spoiny poziome, czyli h= 14 i 22 cm. Cegły stosowane w okresach wcześniejszych (np. w gotyku) miały inne, większe wymiary.
- cegła dziurawka – o wymiarach jak cegła pełna (6,5 × 12,0 × 25,0), lecz z otworami przelotowymi (prostokątnymi, owalnymi, okrągłymi) biegnącymi wzdłuż główki (G – główkowe) lub wozówki (W – wozówkowe). Najczęściej spotykana cegła dziurawka ma dwa otwory wzdłuż wozówki. Produkowane są cegły o dwóch lub trzech otworach wzdłuż wozówki i pięciu lub sześciu otworach wzdłuż główki. Cegły dziurawki produkowane są w klasach 3,5; 5; 7,5.
- cegła sitówka – o dużej liczbie (60 do ponad 100) małych, najczęściej kwadratowych otworów, prostopadłych do podstawy cegły. Spotykane są cegły w trzech wymiarach, które różnią się wysokością: 6,5 cm; 10,2 cm; 14,0 cm przy zachowaniu długości i szerokości: 12,0 × 25,0 cm
- cegła kratówka – cegłą typu D o rombowych otworach prostopadłych do podstawy, produkowana w czterech wymiarach: K-1 – 6,5 × 12,0 × 25,0 cm; K-2 – 14,0 × 12,0 × 25,0 cm; K-2,5 – 18,8 × 12,0 × 25,0 cm; K-3 – 22,0 × 12,0 × 25,0 cm.
- cegły modularne o wymiarach dostosowanych do modułu budowlanego (10,0 cm), produkowane są w czterech typach (B, P, D, S), jako pełne, drążone i szczelinowe i różnych wymiarach (l x b x h):
  - l = 18,8; 23,8; 28,8 cm
  - b = 8,8 cm dla wszystkich typów i dodatkowo 12,0 cm dla typu D i S
  - h = 10,4; 13,8 18,8; 22,0 cm
- cegły poryzowane cechują się mniejszą gęstością i przewodnością cieplną osiągniętą przez dodatek do gliny środków powodujących zwiększenie porowatości wyrobu. Maksymalna gęstość wyrobów wynosi 1,2 kg/dm³. Cegły produkowane są jako pełne lub drążone o wymiarach:
  - podstawowych 25,0 × 12,0 × 6,5 i dodatkowo h = 14 cm i 22 cm przy zachowaniu wymiarów podstawy
  - modularnych, o długości l do 30,0 cm, szerokości do 10,0 i wysokości h do 22 (wymiar cegieł uwzględnia dodatek na spoiny).
- cegła kominówka – o kształcie klina różnej długości, będącego wycinkiem pierścienia kołowego
- cegła klinkierowa – produkowana jako pełna lub z otworami o różnej kolorystyce i różnym wykończeniu powierzchni bocznych. Podstawowe wymiary cegieł l x b x h = 25,0 × 12,0 × 6,5; 14,0; 22,0 cm. Klasa cegieł: 30, 35, 45, 60. Cegły klinkierowe stosowane są w budownictwie do murowania ścian i ich licowania.
- cegła klinkierowa drogowa stosowana do wykonywania nawierzchni drogowych. Cegła produkowana jest w kilku wymiarach (długość 20,0 22,0, 24,0; 25,0 cm; szerokość 5,2; 6,5; 8,0; 10,0 cm, wysokość 10,0; 11,8 cm) i klasach (35, 50, 65, 80 i 100)
- cegła kanalizacyjna – stosowana do wykonywania murowanych przewodów kanalizacyjnych, produkowana jako prosta (P) o wymiarach 6,5 × 12,0 × 25,0 cm lub w kształcie klina (K) o wymiarach: 6,5/6,0 × 12,0 × 25,0; 6,5/5,5 × 12,0 × 25,0; 6,5/5,0 × 12,0 × 25,0; 6,5/4,5 × 12,0 × 25,0. Produkowane są cegły w klasach: 15, 20 i 25 (cegły P i K) oraz (tylko cegły K) w klasie 10.
- cegła licówka – o różnym wykończeniu powierzchni, stosowana do licowania ścian.

Podział cegieł ze względu na stopień wypalenia:
- niedopałka – cegła niedostatecznie wypalona
- wiśniówka – cegła mocno wypalona, której kolor jest intensywnie czerwony
- zendrówka – cegła wypalona do granicy zeszklenia
- kopciałka – cegła okopcona sadzami w czasie wypalania